# Bitlis (tỉnh)
Bitlis là một tỉnh ở phía đông của Thổ Nhĩ Kỳ, bên bờ tây của hồ Van. Tỉnh này có diện tích 8.413 /km², dân số là 413.446 người. Tỉnh lỵ là thị xã Bitlis, dân số tỉnh lỵ là: 44.923 người. Dân số chủ yếu là người Kurd.

## Các huyện
Tỉnh này được chia thành các huyện sau (tỉnh lỵ được bôi đậm):
- Adilcevaz
- Ahlat
- Bitlis
- Güroymak
- Hizan
- Mutki
- Tatvan